# Liste der Bodendenkmale in Kleinmachnow
Die Liste der Bodendenkmale in Kleinmachnow enthält alle Bodendenkmale der brandenburgischen Gemeinde Kleinmachnow und ihrer Ortsteile auf der Grundlage der Landesdenkmalliste vom 31. Dezember 2020.
Die Baudenkmale sind in der Liste der Baudenkmale in Kleinmachnow aufgeführt.
| Gemarkung                   | Flur   | Kurzansprache | Bodendenkmalnummer | Bemerkung | Bild |
| --------------------------- | ------ | --- | ------------------ | --------- | ---- |
| Kleinmachnow (Lage)         | 13     | Mühle Neuzeit, Mühle deutsches Mittelalter, Dorfkern deutsches Mittelalter, Dorfkern Neuzeit, Steinkreuz deutsches Mittelalter | 30449              |           |      |
| Kleinmachnow (Lage)         | 1, 7   | Einzelfund Mesolithikum, Siedlung slawisches Mittelalter, Einzelfund Neolithikum                                               | 30547              |           |      |
| Kleinmachnow (Lage)         | 13     | Siedlung deutsches Mittelalter                                                                                                 | 30548              |           |      |
| Kleinmachnow (Lage)         | 13     | Pechhütte deutsches Mittelalter                                                                                                | 30549              |           |      |
| Kleinmachnow (Lage)         | 13     | Siedlung deutsches Mittelalter                                                                                                 | 30551              |           |      |
| Kleinmachnow (Lage)         | 7      | Siedlung deutsches Mittelalter, Siedlung slawisches Mittelalter                                                                | 30552              |           |      |
| Kleinmachnow (Lage)         | 10, 9  | Gräberfeld Eisenzeit, Siedlung Eisenzeit                                                                                       | 30553              |           |      |
| Kleinmachnow (Lage)         | 1      | Siedlung Bronzezeit | 30556              |           |      |
| Kleinmachnow (Lage)         | 1      | Produktionsstätte Neuzeit, Konzentrationsaußenlager Neuzeit                                                                    | 30557              |           |      |
| Kleinmachnow (Lage)         | 4      | Pechhütte Neuzeit, Pechhütte Mittelalter                                                                                       | 30558              |           |      |
| Kleinmachnow, Teltow (Lage) | 11, 18 | Siedlung Eisenzeit, Einzelfund Mesolithikum, Einzelfund Neolithikum, Siedlung Urgeschichte                                     | 30554              |           |      |